# Marie-Pierre Chenié
Marie-Pierre Chenié est un contrebassiste, compositeur et pédagogue français né le 8 juin 1773 à Paris, où il est mort le 6 mai 1832. 

## Biographie
Marie-Pierre Chenié naît le 8 juin 1773 à Paris,.      
Élève en musique de l'abbé d'Haudimont, il fait donner une messe de sa composition en l'église Saint-Jacques-de-la-Boucherie alors qu'il n'a que seize ans,.      
En 1795, il entre à l'Orchestre de l'Opéra de Paris, où il sera première contrebasse de 1820 à 1830.      
En 1827, Marie-Pierre Chenié devient le premier professeur de contrebasse de l'histoire du Conservatoire de Paris,, où il enseigne jusqu'à sa mort en 1832, formant de nombreux musiciens, dont Charles-Armand Durier, Antoine-Bellarmine Guillion, Édouard Hémet, Claude-Marie-Mécène Marié ou Louis Dietsch,.      
Il est soliste de la Société des concerts du Conservatoire depuis sa fondation en 1828. C'est à ce titre qu'il joue notamment en concert le Septuor de Beethoven le 30 janvier 1831.      
Comme interprète, il est également organiste de la Salpêtrière et membre honoraire de la Chapelle royale,.      
Comme compositeur, Chenié est l'auteur de plusieurs pièces de musique sacrée, des messes, motets, trois  Te Deum, un Regina Cœli, un O salutaris, un Domine salvum, de divers morceaux de circonstance, un hymne funèbre Aux mânes de Louis XVI, un Chant à la gloire de Napoléon le Grand, un chant national Sauve le Roi, ainsi que des romances, Les Adieux d'Atala, l'Amour et l'amitié, Le Bouquet de Mathurin, L'Élégante Zélie, l'Hermite hospitalier, L'Heureux asile, Ma doctrine, notamment,.      
Il meurt à Paris le 6 mai 1832,.                        